# Pelirni papir
Pelirni papir ili florpost papir je vrlo fini bezdrvni papir, tanak, lako proziran, visoko satiniran, bez punila, bijel ili obojen, gramature od 25 do 40 g/m2. Upotrebljava se kao pisaći papir, zatim za tiskanje ljekarničkih uputa, a proizveden u jednoj ili više boja služi kao fini omotni papir.

## Bezdrvni papir
Bezdrvni papir sadrži bijeljenu ili nebijeljenu celulozu bez primjese drvenjače. Upotrebljava se kao kvalitetan pisaći i tiskovni papir.

### Pisaći papir
Pisaći papir je bezdrvni papir, srednjefini papir ili papir s malom primjesom drvenjače, gramature od 60 do 90 g/m2. Bijel je ili obojen pastelnim tonovima, satiniran ili strojnogladak, a bolje vrste imaju vodeni znak. Upotrebljava se za pisanje, punokeljen je i neproziran, pa se tintom može pisati na obje strane.